# 북충주 나들목
북충주 나들목(N.Chungju IC)은 충청북도 충주시 노은면 신효리와 수룡리에 걸쳐 설치된 평택제천고속도로의 13번, 중부내륙고속도로의 23번 교차로이다. 평택제천고속도로에서는 제천방향 진입과 평택방향 진출만 가능하다. 국가지원지방도 제82호선을 통해 노은면, 중앙탑면 등지로 진출할 수 있으며, 나들목 주변에는 을궁산, 중앙탑공원 (중원 탑평리 7층석탑)이 있다.

## 연혁
- 2002년 12월 20일 : 중부내륙고속도로 여주 ~ 충주 구간 개통에 따라 영업 개시[2]
- 2014년 10월 31일 : 평택제천고속도로 충주 분기점 - 동충주 나들목 구간 개통과 함께 평택 방향 진출로와 제천 방향 진입로 개통[3]

## 구조물 정보
- 위치: 충청북도 충주시 노은면 신효리, 수룡리
- 영업소: 충청북도 충주시 노은면 중부내륙고속도로 234
- 한국도로공사 충주지사: 충청북도 충주시 노은면 중부내륙고속도로 234-1

## 접속하는 도로
- 국가지원지방도 제82호선 (감노로)
- 간접 연결 : 지방도 제525호선 (솔고개로, 신효삼거리)

## 교통량 정보
| 요금소          | 통행량 (대/일) | 통행량 (대/일) | 통행량 (대/일) | 통행량 (대/일) | 통행량 (대/일) | 통행량 (대/일) | 통행량 (대/일) | 통행량 (대/일) | 통행량 (대/일) | 통행량 (대/일) | 각주  |
| 요금소          | 2001년         | 2002년         | 2003년         | 2004년         | 2005년         | 2006년         | 2007년         | 2008년         | 2009년         | 2010년         | 각주  |
| --------------- | -------------- | -------------- | -------------- | -------------- | -------------- | -------------- | -------------- | -------------- | -------------- | -------------- | ----- |
| 북충주 (폐쇄식) | 미개통         | 636            | 747            | 904            | 1,120          | 1,097          | 1,136          | 1,142          | 1,146          | 1,098          | [ 4 ] |
| 요금소          | 2011년         | 2012년         | 2013년         | 2014년         | 2015년         | 2016년         | 2017년         | 2018년         | 2019년         |                | [ 4 ] |
| 북충주 (폐쇄식) | 1,076          | 1,092          | 1,920          | 3,480          | 2,972          | 3,455          | 4,017          | 4,051          | 4,047          |                | [ 4 ] |

## 사진

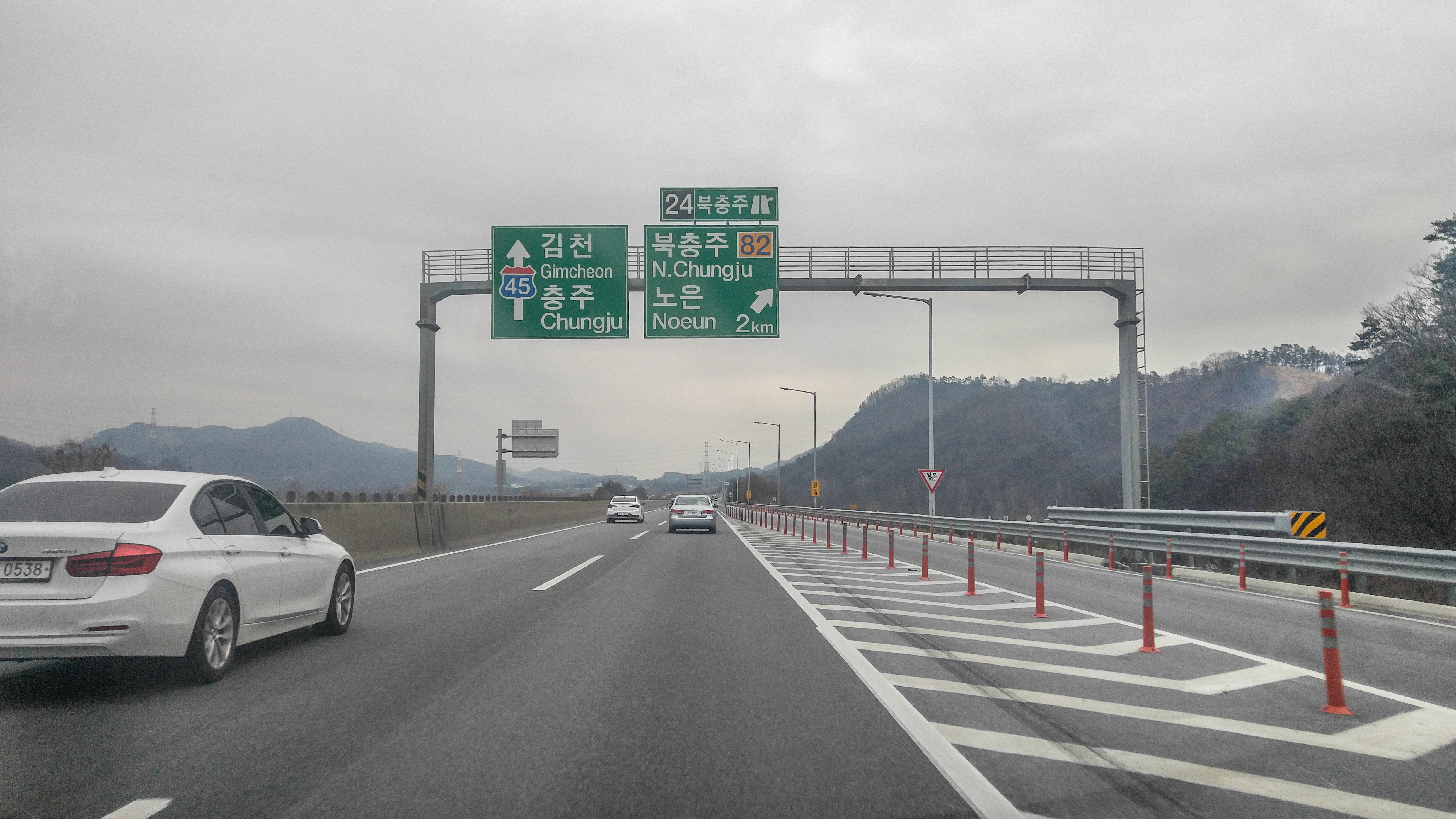
중부내륙고속도로 2km 표지판 (창원 방면)
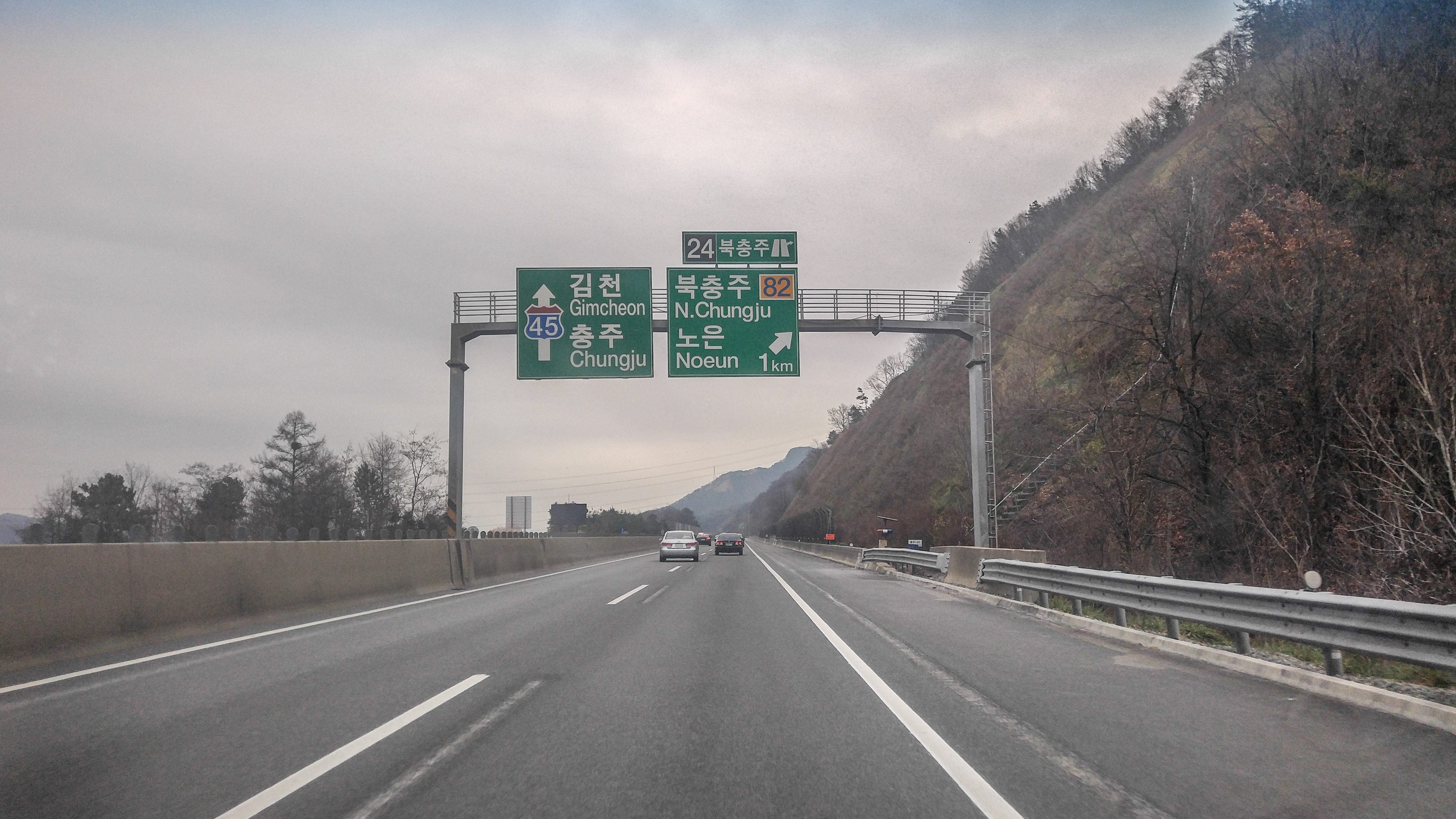
중부내륙고속도로 1km 표지판 (창원 방면)
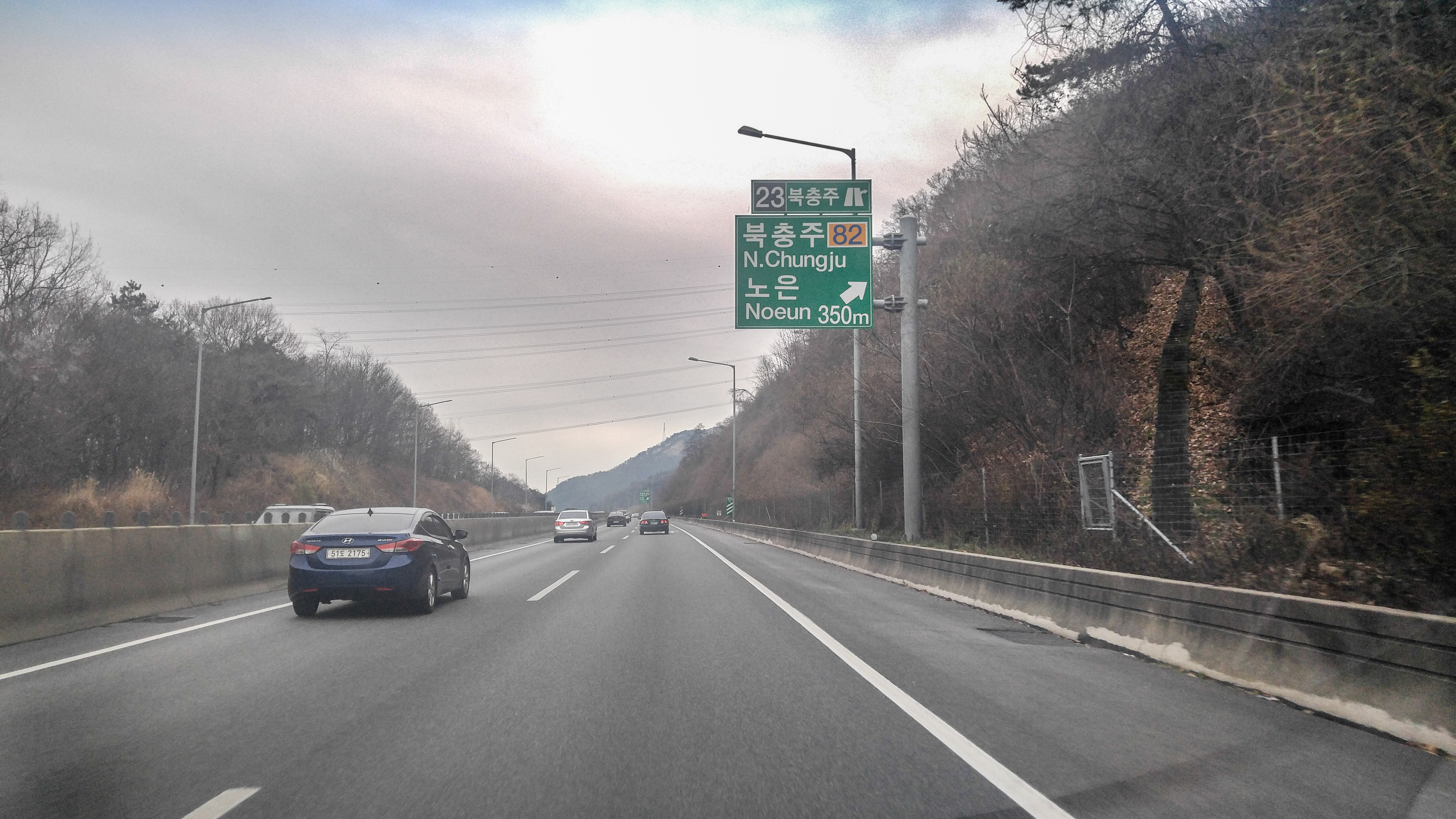
중부내륙고속도로 350m 표지판 (창원 방면)
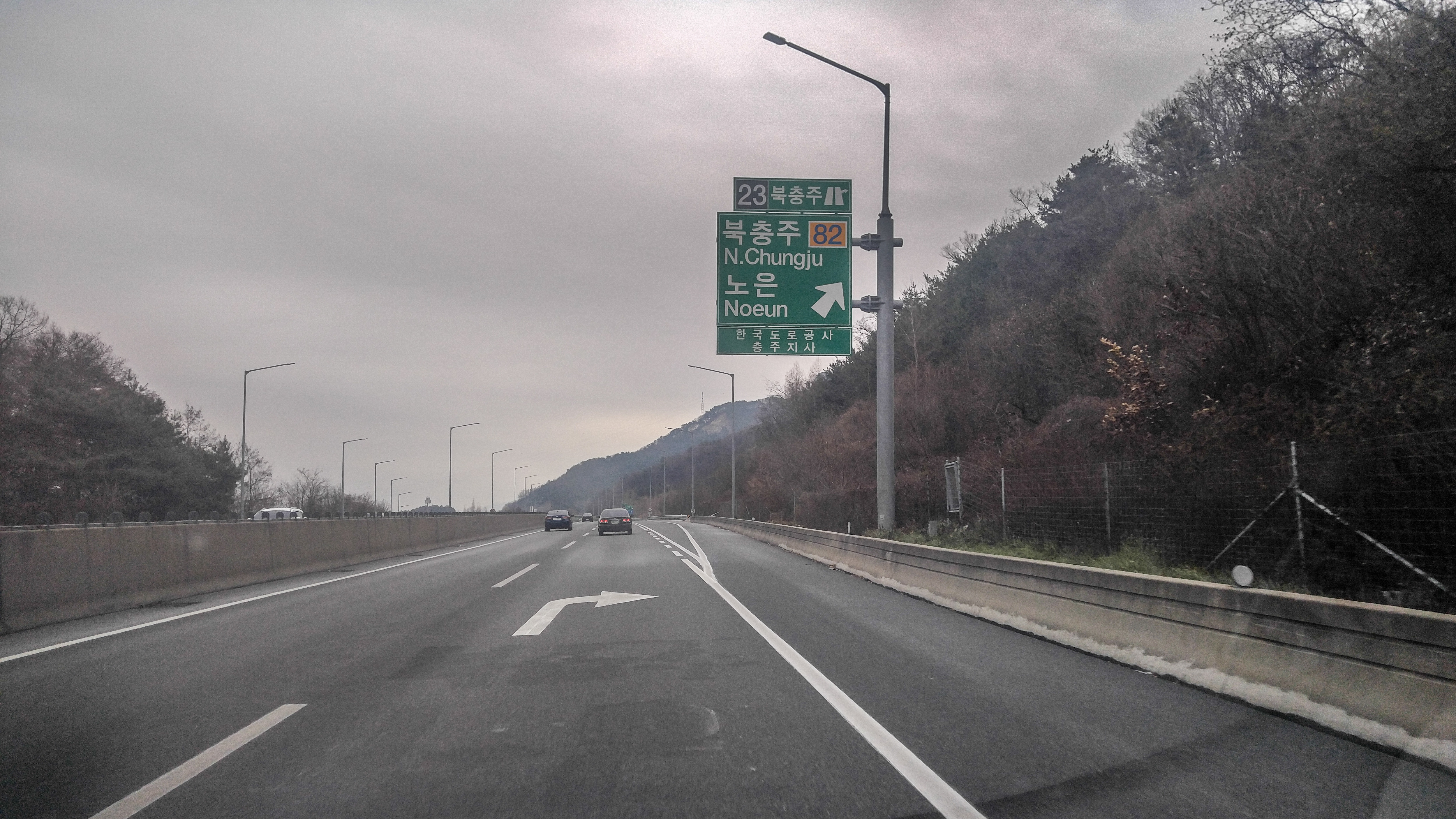
중부내륙고속도로 표지판 (창원 방면)
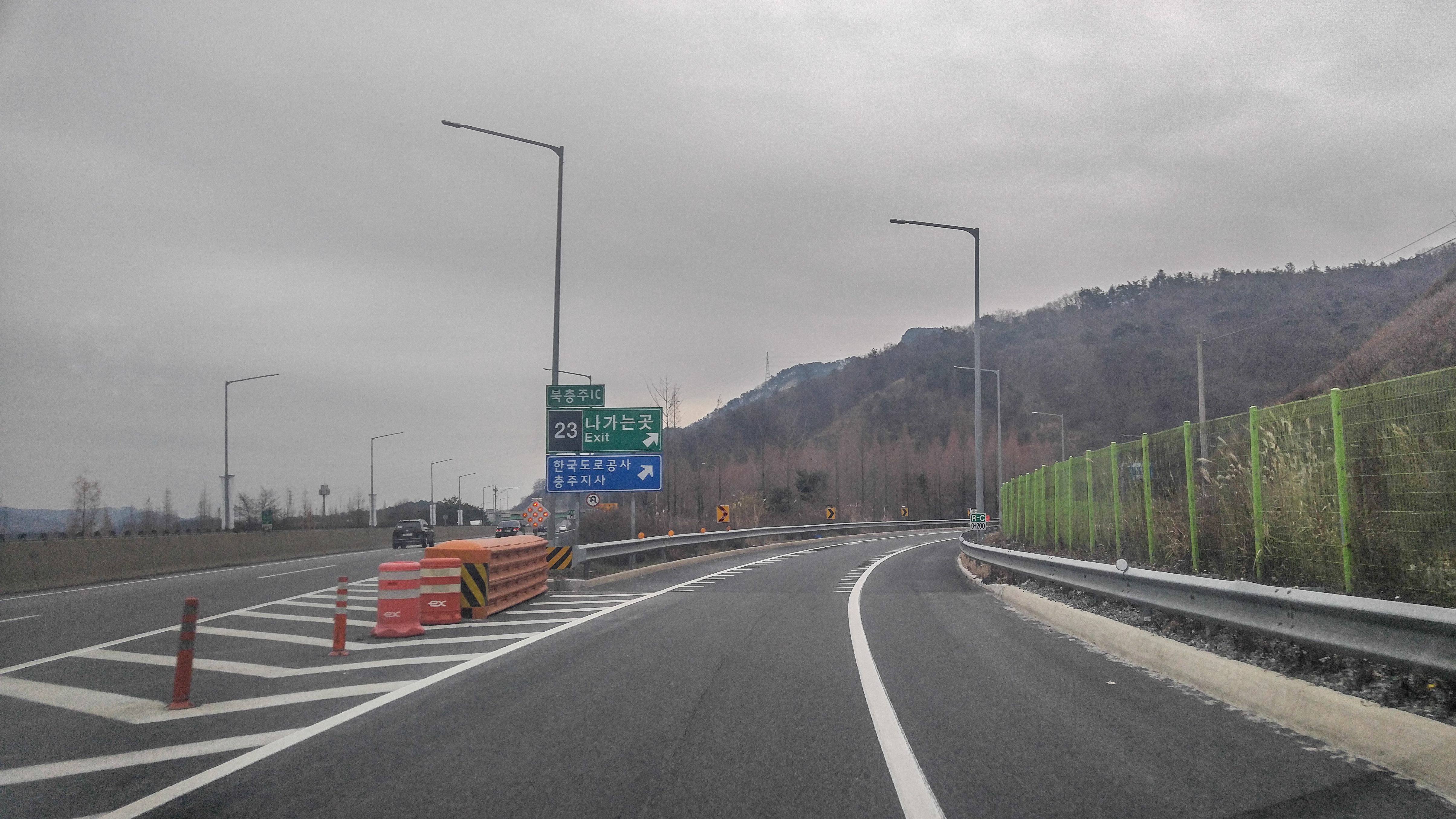
중부내륙고속도로 출구 (창원 방면)
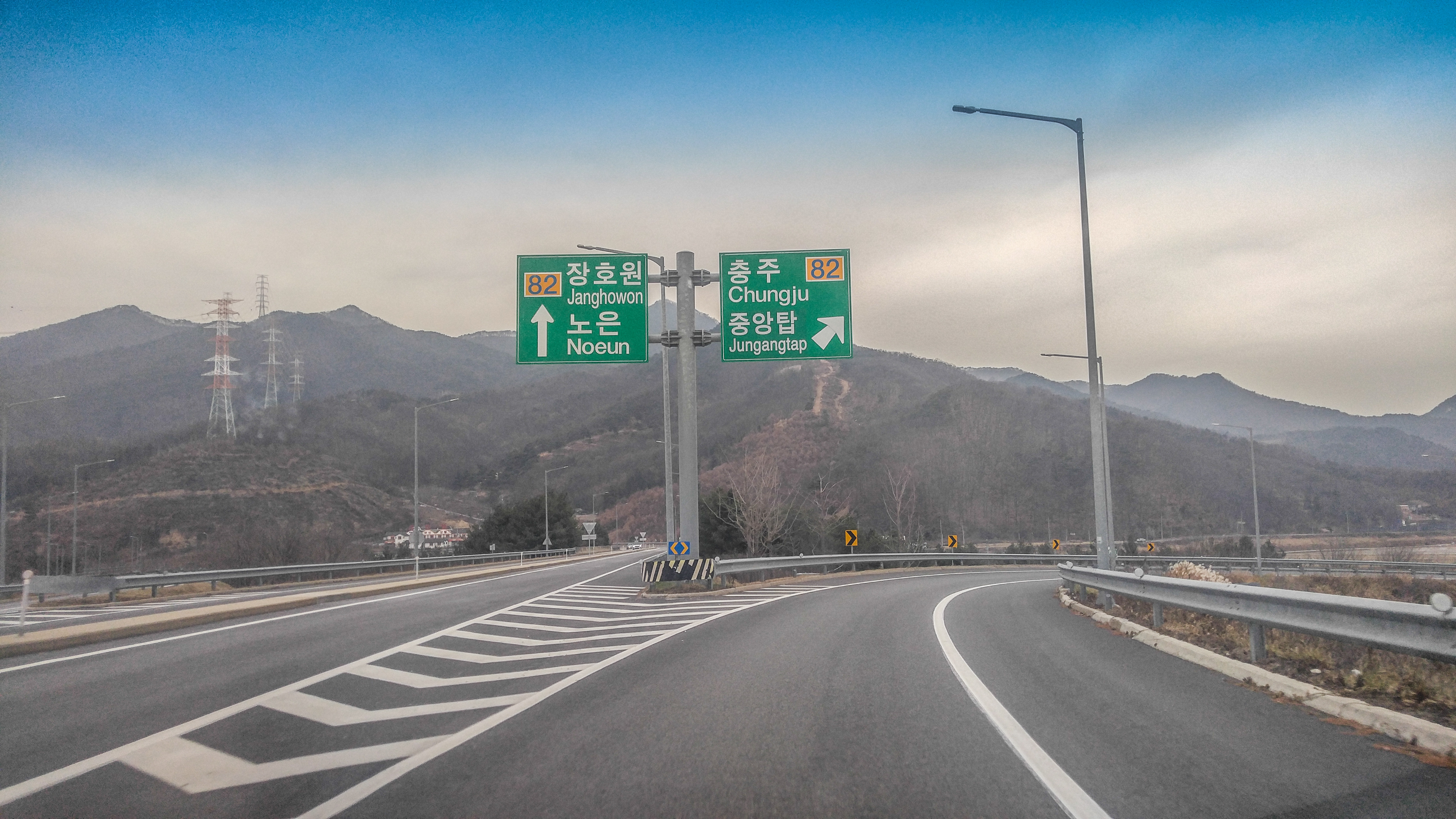
중부내륙고속도로 진출 램프 표지판
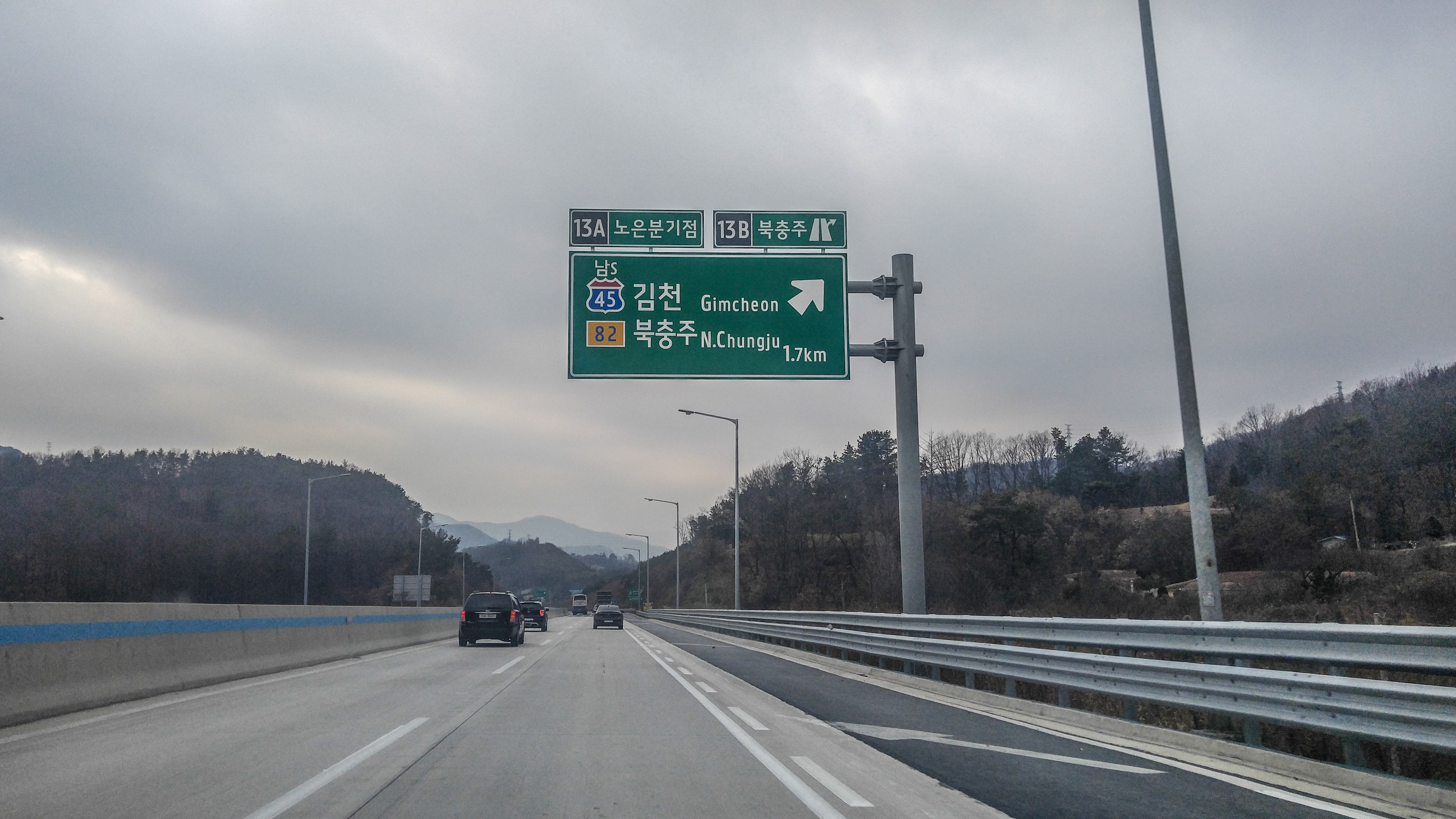
평택제천고속도로 1.7km 표지판
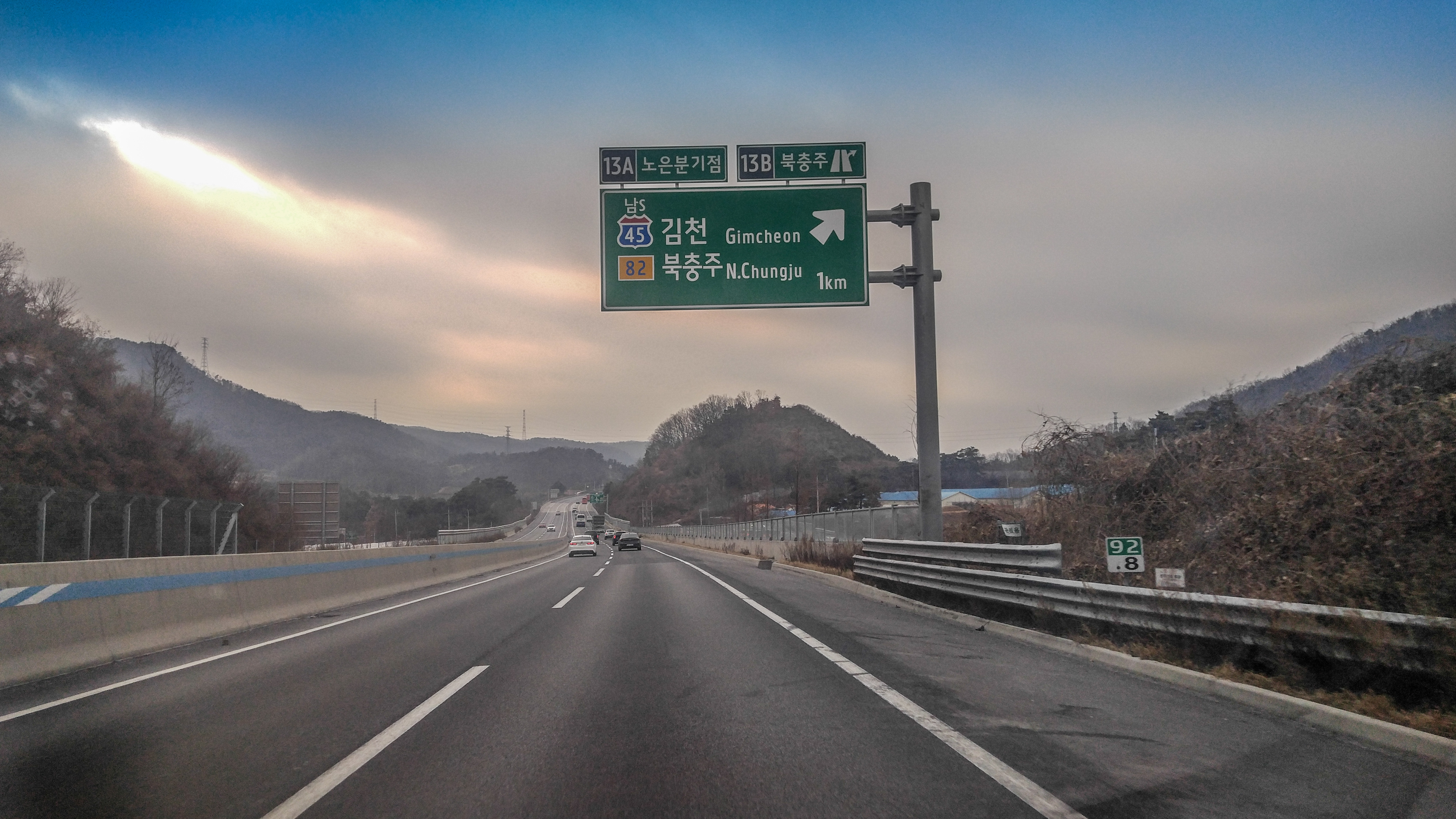
평택제천고속도로 1km 표지판
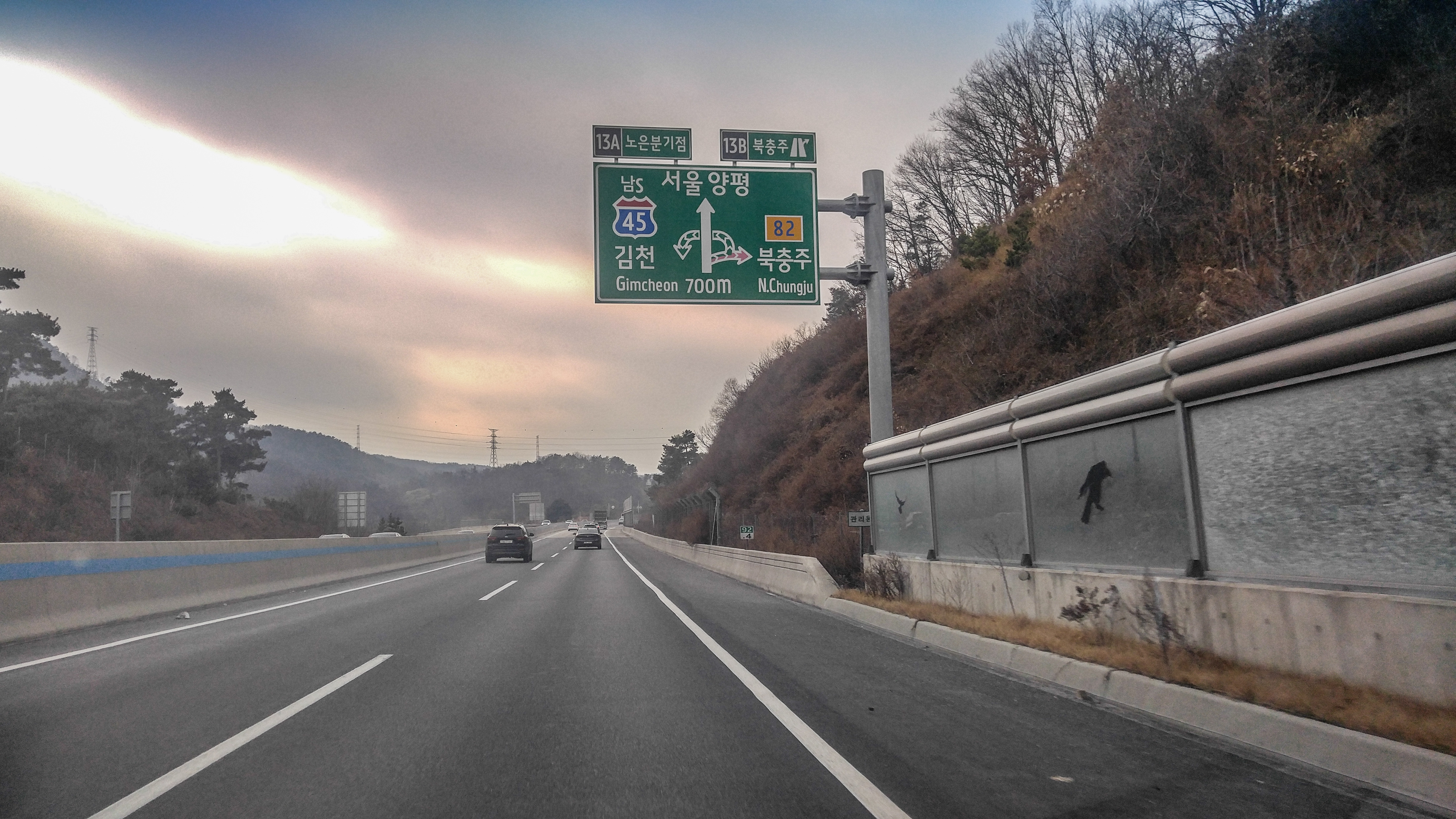
평택제천고속도로 700m 표지판
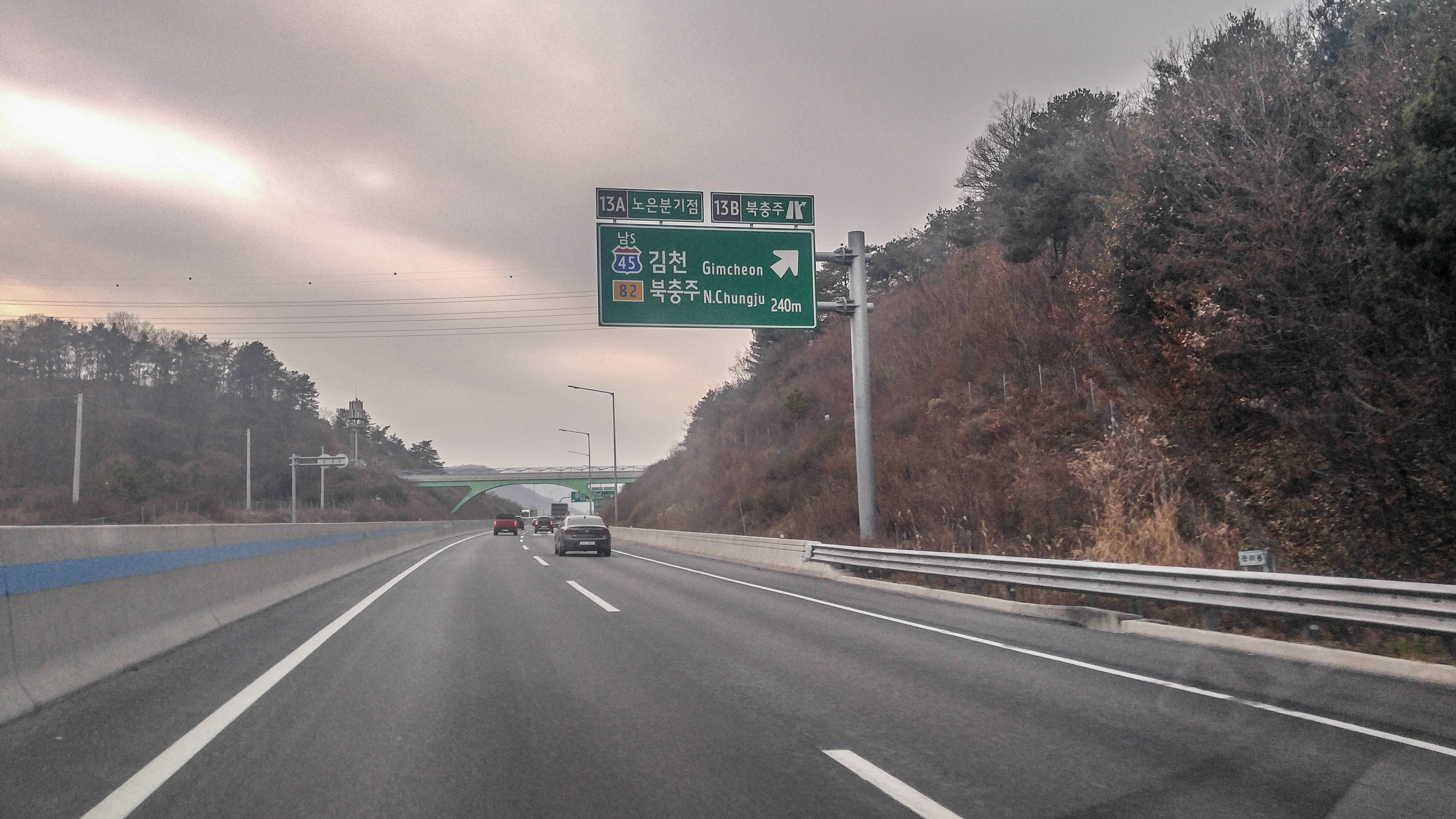
평택제천고속도로 240m 표지판
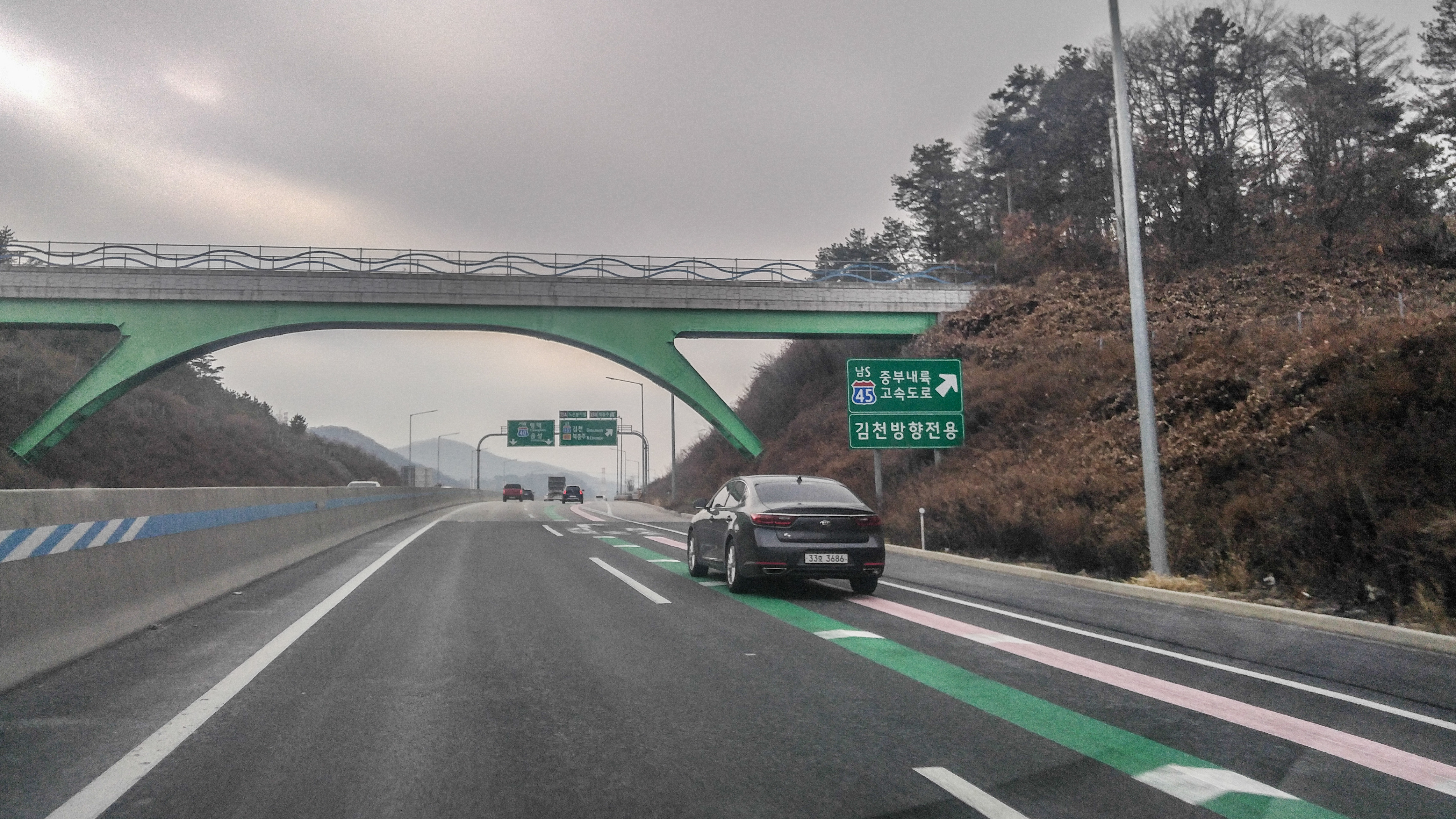
평택제천고속도로 표지판
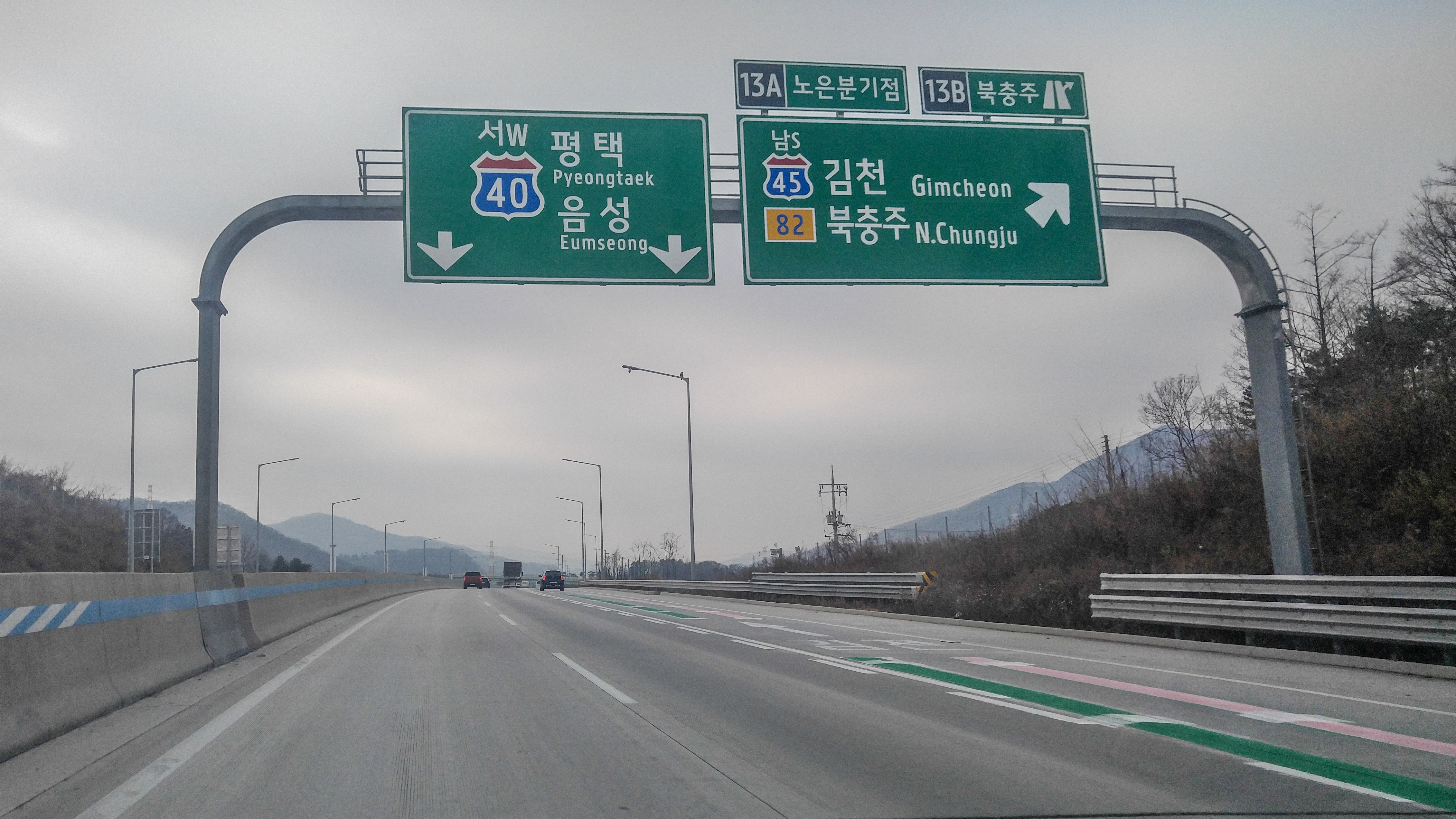
평택제천고속도로 표지판
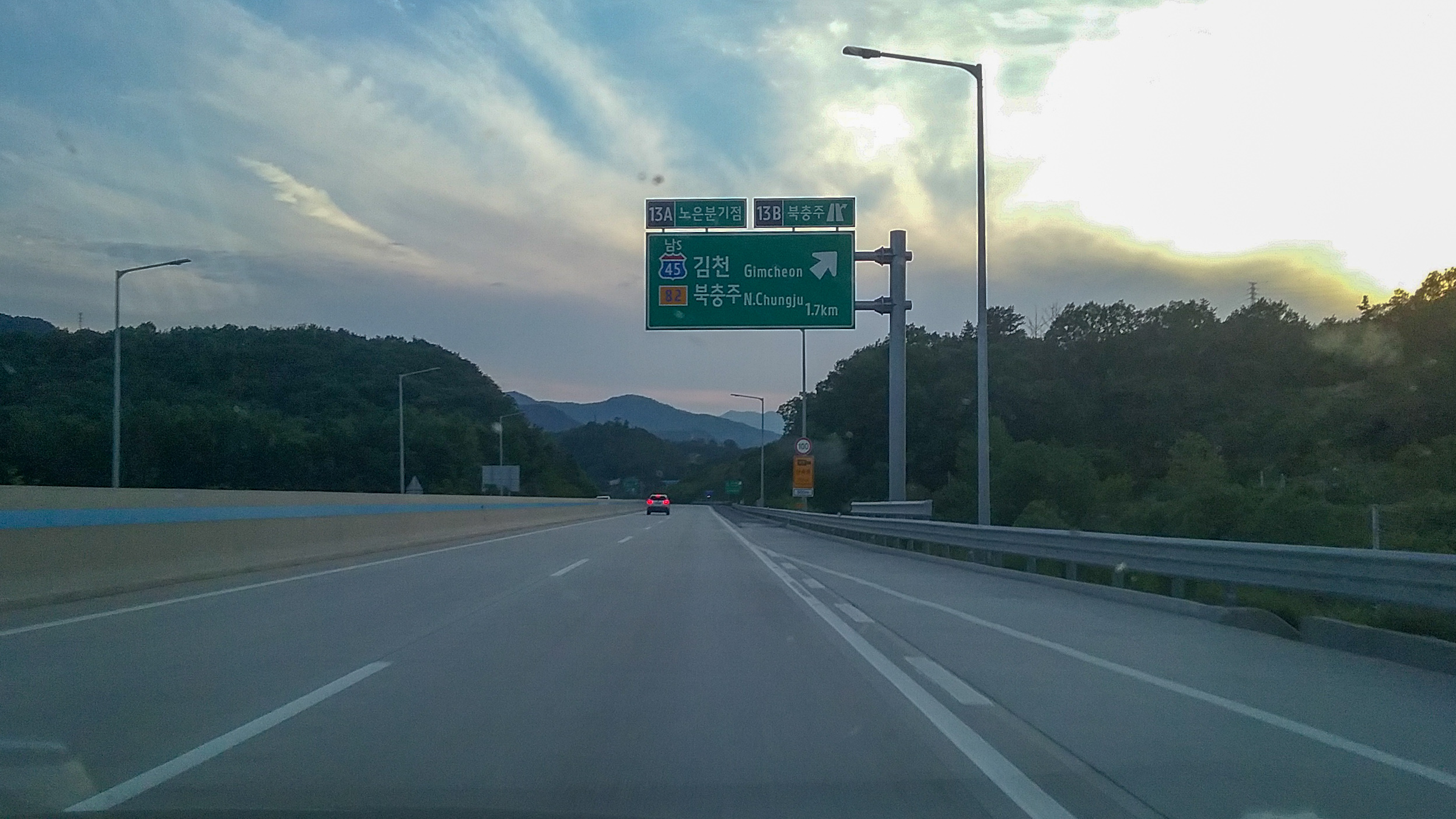
평택제천고속도로 1.7km 표지판(2018년)
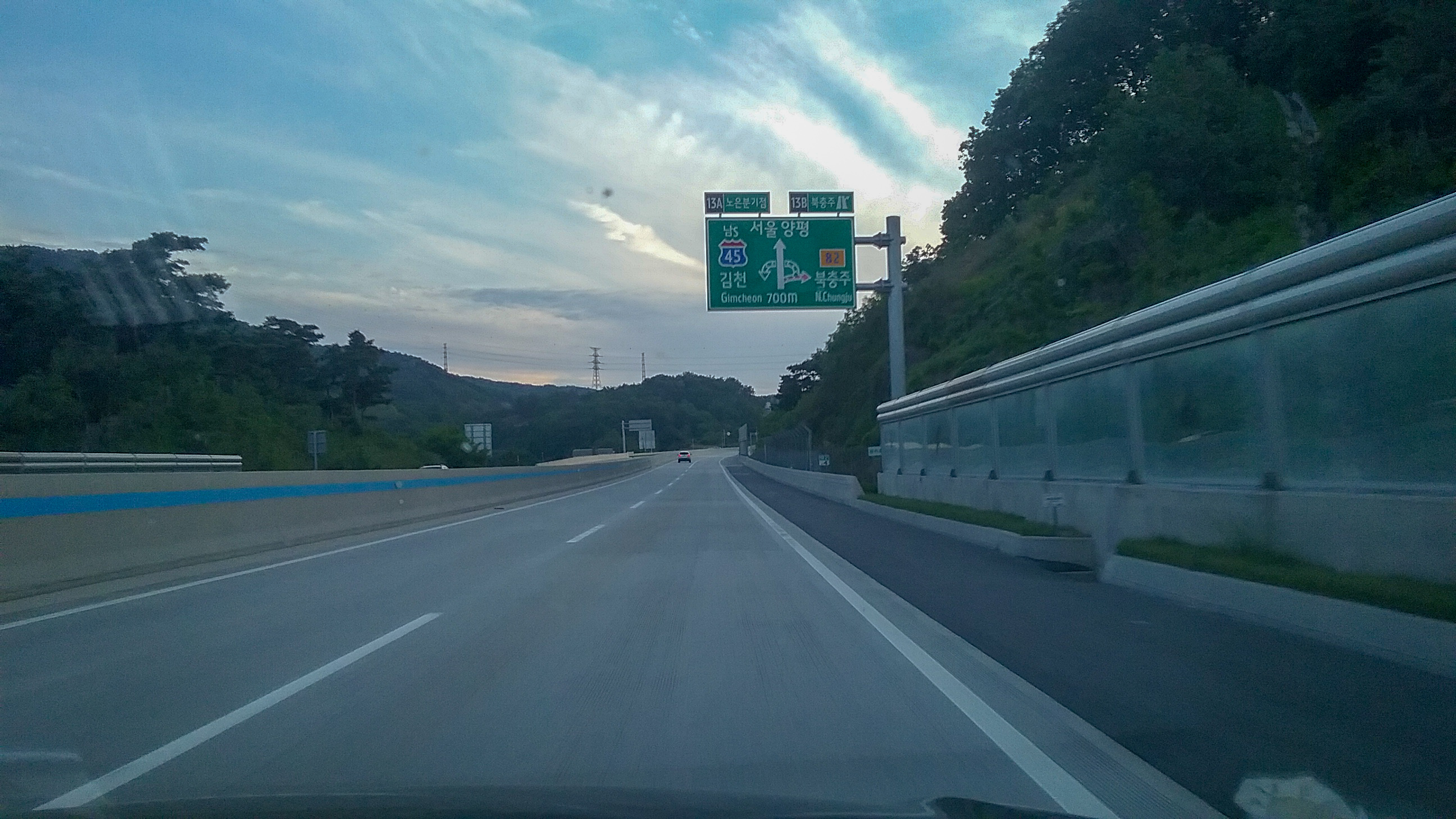
평택제천고속도로 700m 표지판(2018년)
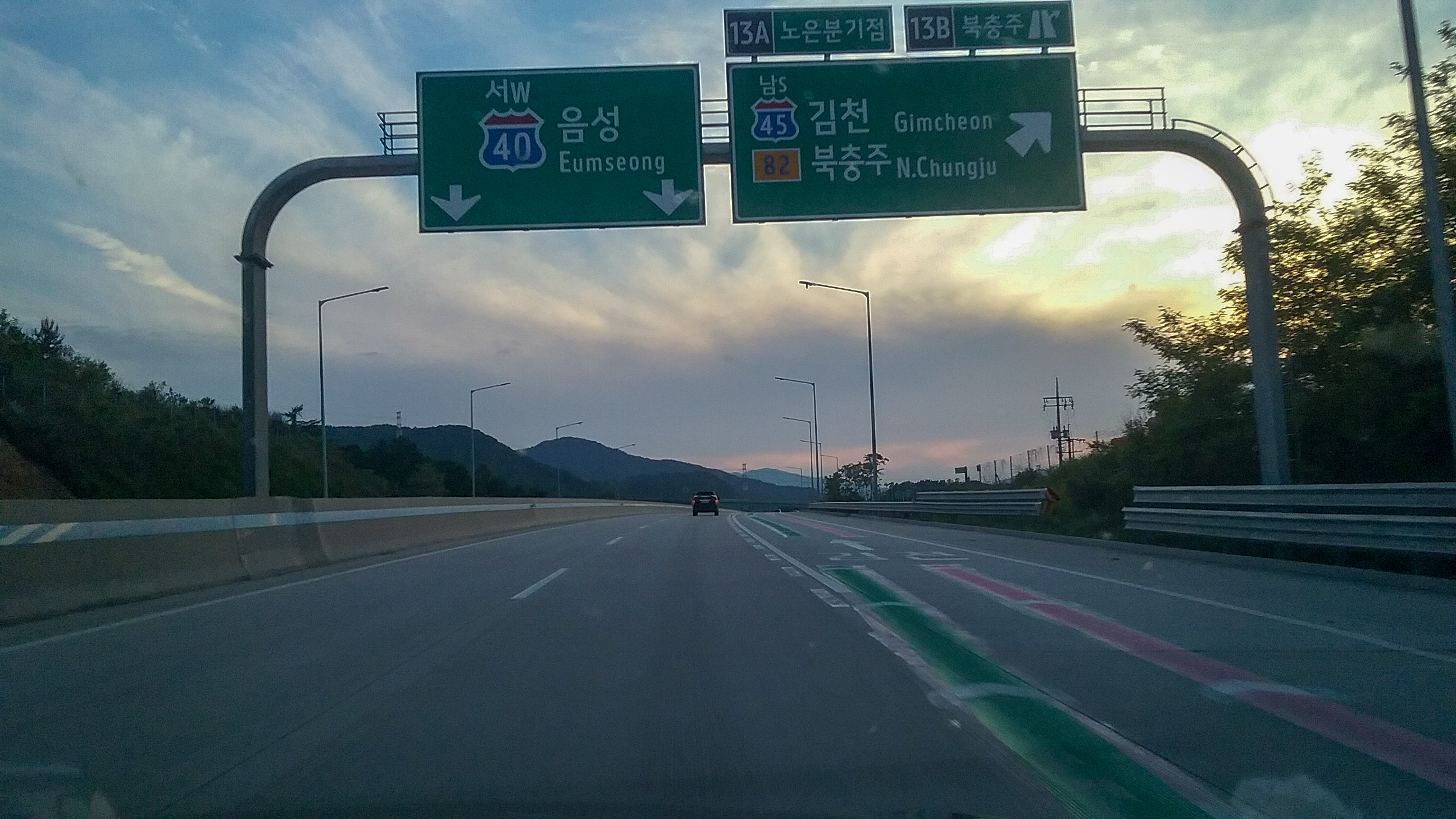
평택제천고속도로 표지판(2018년)